# Zastava SRX20
Zastava SRX20 — сербская снайперская винтовка. Модернизированный вариант винтовки Zastava M91.

## Конструкция
Автоматика работает по принципу отвода части пороховых газов с длинным ходом поршня. Режим огня — только одиночными выстрелами. Запирание канала ствола производится поворотом затвора с двумя боевыми упорами. Ствол кованый, хромированный. В дульной части ствола нарезана резьба для установки дульных устройств, установлен компенсатор. Ствольная коробка — штампованная из стального листа. На крышке ствольной коробки установлена планка Пикатинни. В газовой каморе установлен регулятор для изменения скорости отката затворной рамы при работе в сложных условиях. На цевье выполнены отверстия системы рельсового крепления KeyMod. Приклад складной на левую сторону, регулируемый по длине, оснащён регулируемым подщёчником.